# Carosello
Carosello fue un programa de televisión italiano que se emitió en la primera cadena de Radiotelevisione Italiana (RAI) desde 1957 hasta 1977. El espacio se caracterizaba por la emisión de publicidad en formato de sketches, protagonizados por actores o dibujos animados, que concluían con la promoción de un producto.
El programa estaba compuesto exclusivamente por anuncios de televisión. Debido a que la RAI tenía prohibida la emisión de publicidad directa, los anunciantes debían cumplir una serie de pautas. Cada comercial duraba dos minutos; el primer minuto y medio constaba de una historia en forma de serie, documental o canción, y los treinta segundos finales servían para vender las propiedades del producto. La popularidad de muchos anuncios y personajes trascendió más allá de Carosello, y algunos como Calimero o La Línea llegaron a contar con su propia serie de televisión.
El programa se emitía sin interrupción todas las semanas desde las 20:50 hasta las 21:00 horas, y durante varios años fue el único espacio publicitario en televisión al que las empresas podían acceder. Posteriormente, la aparición de otros bloques comerciales propició la desaparición de Carosello, que emitió su último programa en 1977.

## Historia

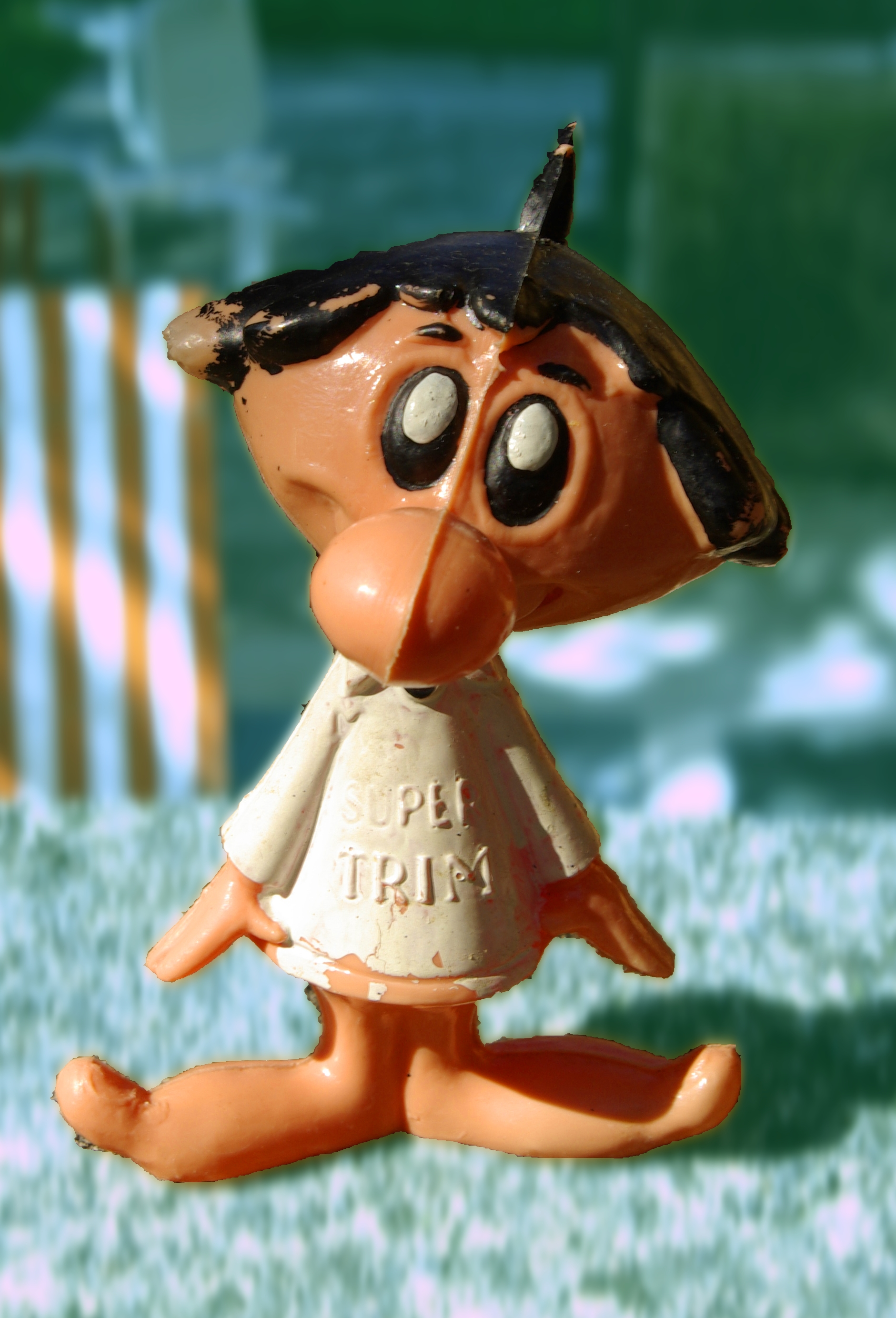
Angelino, personaje creado para una campaña de Agip, fue uno de los primeros éxitos de Carosello.

La primera cadena de televisión de Italia, conocida como Programma Nazionale, comenzó a emitir el 3 de enero de 1954. Al principio el gobierno italiano estableció un impuesto por televisor para financiar el servicio. Dos años después aceptó incluir publicidad bajo limitaciones, así que la radiotelevisión pública reguló su emisión dentro de un único espacio en horario central, llamado Carosello, que no interrumpiera la programación habitual. Si bien no fue el creador del bloque, el director de cine Luciano Emmer es responsable de buena parte de los comerciales y de la sintonía del programa.
El primer programa de Carosello se emitió el 3 de febrero de 1957, desde las 20:50 hasta las 21:00 horas. En lugar de limitarse a la emisión de publicidad, cada programa constaba de cuatro a cinco sketches con una duración de dos minutos, presentados brevemente por la empresa anunciante, en los que se contaba una historia antes de presentar el producto final. La RAI eligió este formato porque, al financiarse con un impuesto, tenía prohibido ofrecer publicidad directa. Los primeros comerciales ofrecidos fueron de Shell, L'Oréal, Singer y Cynar.
A pesar de que el gobierno terminó aceptando que RAI emitiera publicidad, la televisión pública mantuvo el formato de Carosello por su popularidad, en buena parte relacionado con el desarrollo económico de Italia y el auge de la televisión nacional. La mayor parte de los anuncios estaban protagonizados por actores invitados, tales como Orson Welles, Jerry Lewis, Sandra Milo, Walter Chiari, Mina, Totò, Dario Fo, Jayne Mansfield y Yul Brynner entre otros. En otros casos se recurrieron a dibujos animados, lo que les dotaba de popularidad entre el público infantil; RAI llegó a estrenar una serie de dibujos basada en Calimero (1974), un pollito negro que surgió a partir de una campaña publicitaria del detergente Ava en 1961.

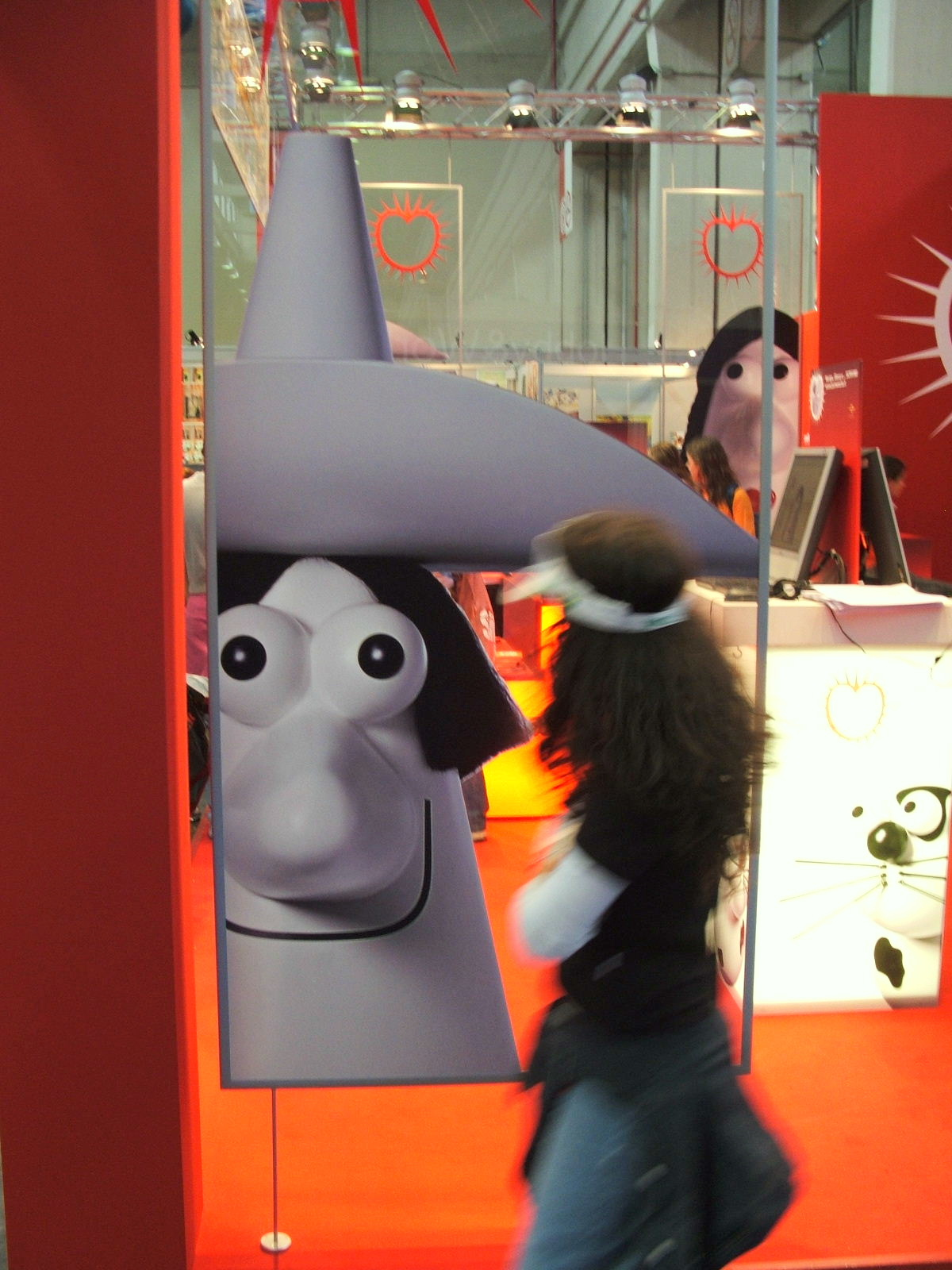
Cartel con la imagen de Caballero, personaje de un anuncio de café Lavazza.

Con el paso del tiempo, el número de bloques publicitarios aumentó y los anunciantes dejaron de lado el formato tradicional para diseñar comerciales más breves y directos, que pudieran emitirse tanto en los canales de RAI como en la incipiente televisión local. El último programa de Carosello se emitió el 1 de enero de 1977; con un anuncio de brandy Stock protagonizado por la artista Raffaella Carrà, se simbolizó la despedida oficial del espacio.
La RAI cuenta en su web con un servicio de archivo en el que se recogen los anuncios más populares del programa.

## Animaciones
Aunque también existieron los anuncios de imagen real, Carosello destacó por sus comerciales de animación. El programa fue el primero en la televisión italiana con dibujos animados, y sirvió para relanzar la animación italiana y sus autores. Algunos de los estudios más destacados de la época fueron Gamma Film, Paul Film de Paul Campani (creador de Angelino) y Studio Pagot de Nino y Toni Pagot (creadores de Calimero y Grisù).
Además, se desarrollaron otras técnicas de animación durante los 20 años que duró el programa. Carosello fue uno de los primeros espacios en Europa que introdujo sketches de animación a base de plastilina y otros objetos (claymation o plastimación). Algunos de los personajes más conocidos en esa modalidad fueron Caballero y Carmencita (Café Lavazza) y Papalla (Philco).